# Londiani
Londiani – miasto w Kenii, w hrabstwie Kericho. 
Według danych ze spisu powszechnego w 2019 roku liczyło 12 120 mieszkańców – 6122 mężczyzn i 5996 kobiet.